# Угрешская (станция)
Угре́шская — узловая железнодорожная станция Малого кольца Московской железной дороги в Москве. Входит в Московско-Курский центр организации работы железнодорожных станций ДЦС-1 Московской дирекции управления движением. По основному применению является участковой, по объёму работы отнесена к 3 классу.
В северо-восточной горловине станции расположена одноимённая пассажирская платформа Угрешская, в юго-западной — платформа Дубровка.

## Название
Станция получила свое название по проходившему рядом с ней Угрешскому шоссе, которое шло из Спасской Заставы в Николо-Угрешский монастырь. В районе станции шоссе проходило по трассе нынешних Волгоградского проспекта (к северу от МК МЖД) и Остаповского проезда (к югу от МК МЖД). Железная дорога пересекала шоссе «железным путепроводом в 23 сажени». 

## Архитектура
Объект культурного наследия регионального значения 1-й Угрешский проезд, д. 6, стр. 1 и 3.
Комплекс зданий и сооружений станции «Угрешская» Московской окружной железной дороги (1903—1908, архитекторы А. Н. Померанцев, инженеры С. Д. Карейша, П. И. Рашевский, Л. Д. Проскуряков.
Пассажирское здание (вокзал) станции построено по типовому проекту в стиле модерн (аналогичные здания сохранились на станциях Ростокино и Лефортово). Своё название станция получила по дороге в Николо-Угрешский монастырь, проходившей недалеко от станции.
Станция Угрешская — самая дальняя от главной станции Окружной ж.д. — Лихобор, поэтому на ней было выстроено много служебных зданий, которые в основном сохранились. Это дом помощника начальника участка пути, приёмный покой, ряд жилых домов для сотрудников станции. С южной стороны станции находился воинский продовольственный пункт, предназначенный для питания солдат воинских эшелонов, следовавших через станцию. От него сохранилось 5 зданий (дом коменданта, две столовых, казарма для команды, отхожее место). Недалеко от него находится водонапорная башня, снабжавшая водой станцию.

## Сообщение
Располагается параллельно Третьему транспортному кольцу, в Южнопортовой промзоне. Над северной горловиной станции находится путепровод Волгоградского проспекта, над южной — путепровод Южнопортовой улицы.
До закрытия пассажирского движения на Малом кольце МЖД от станции Угрешская работали пассажирские поезда до Курского вокзала и пассажирские поезда кольцевого направления.
Станция является границей между трёхпутным (на восток) и двухпутным (на запад) участками Малого кольца.
От северо-восточной горловины станции отходят соединительные ветви на станции Бойня и Москва-Южный Порт Малого кольца, а также на станцию Люблино-Сортировочное Курского направления и Перово Казанского направления. Кроме того, от станции отходит ветвь, соединяющая трамвайную сеть города Москвы с железнодорожной (соединение в районе трамвайного кольца на Угрешской улице). У западной горловины станции находится пассажирская платформа Дубровка, у восточной — платформа Угрешская, которые используются для пассажирского движения.
2 мая 2014 года станция закрыта для всей грузовой работы по параграфу 3 Тарифного руководства № 4. Открыта по знаку «X» (грузовые и пассажирские операции не производятся). Код ЕСР сменён с 199500 на 199515.

## Подъездные пути

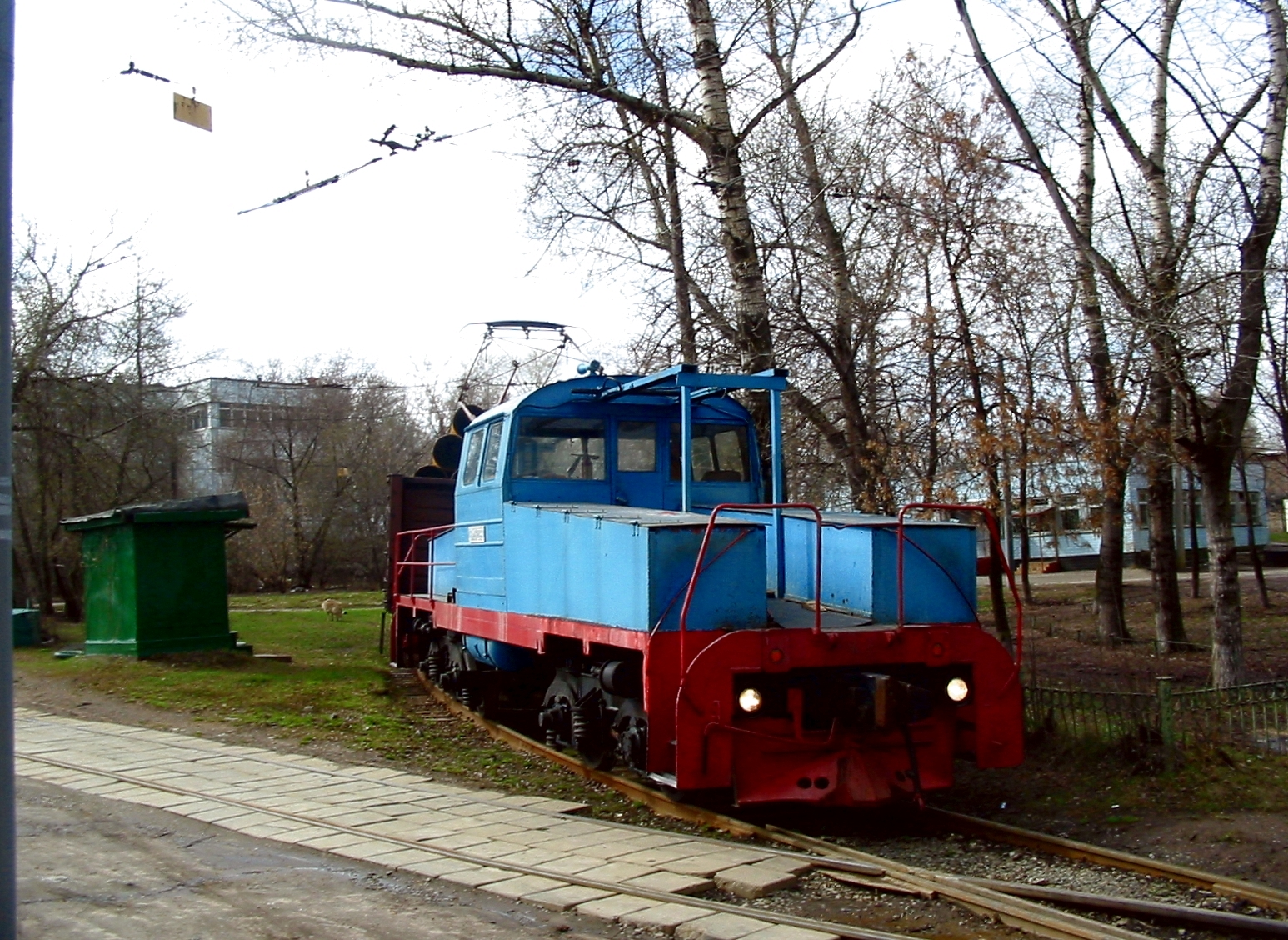
В северо-восточной горловине станции находится съезд в южном направлении к базе материально-технического обеспечения ГУП «Мосгортранс», который пересекается с трамвайными путями и позже переходит в них. Перед базой расположено трамвайное разворотное кольцо. Путь съезда частично электрифицирован трамвайной контактной сетью с напряжением 550 В постоянного тока и со стороны базы Мосгортранса обслуживается уникальным электровозом ЭПМ3б-2099, переделанным из тепловоза ТГМ3б.[9]  - Электровоз ЭПМ3Б на ветке базы МТО Мосгортранс - Электровоз ЭПМ3Б на ветке базы МТО Мосгортранс - Пути на территории базы МТО Мосгортранс, по ним могут ездить и железнодорожные вагоны, и трамваи.
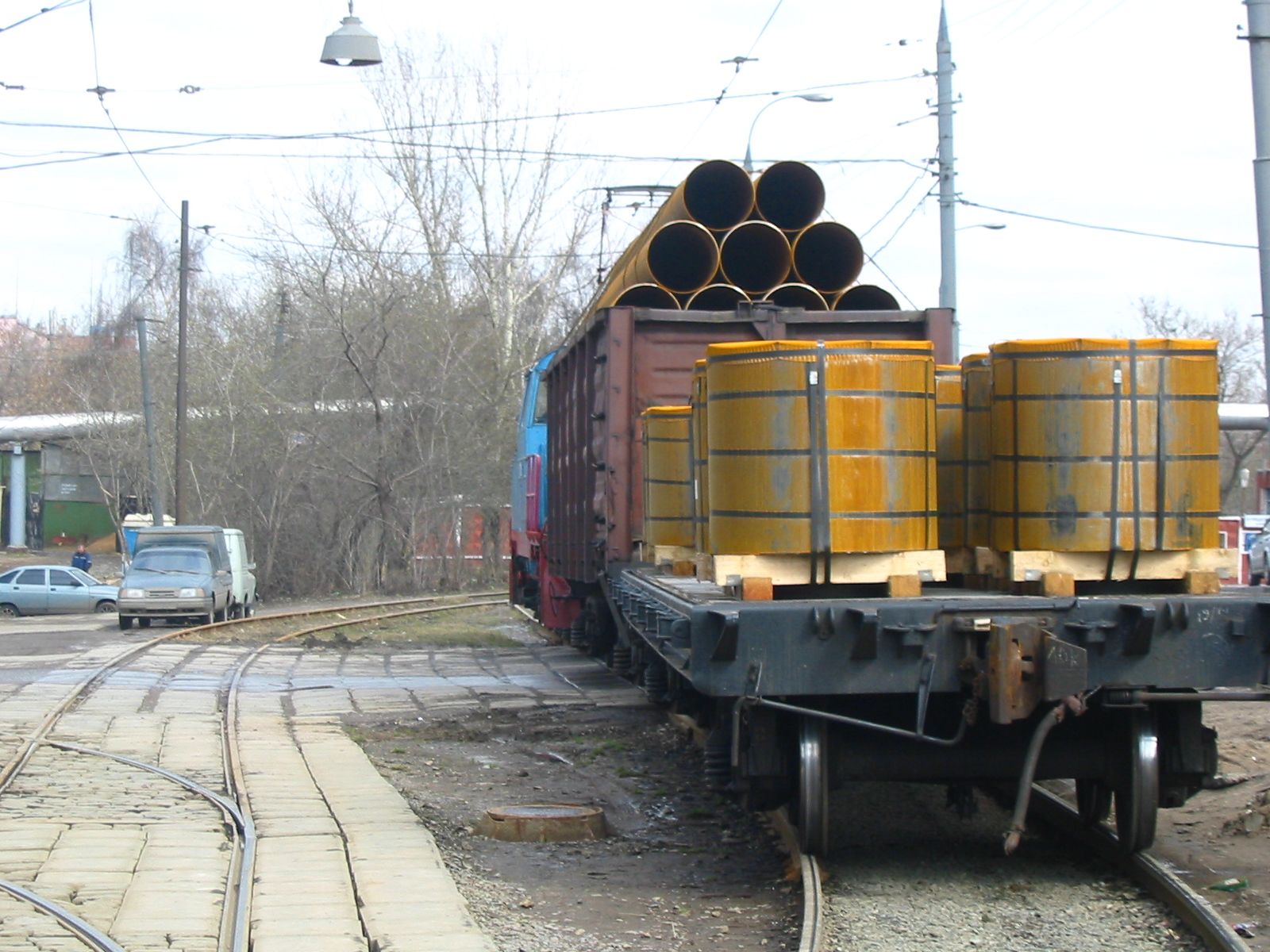
Электровоз ЭПМ3Б на ветке базы МТО Мосгортранс
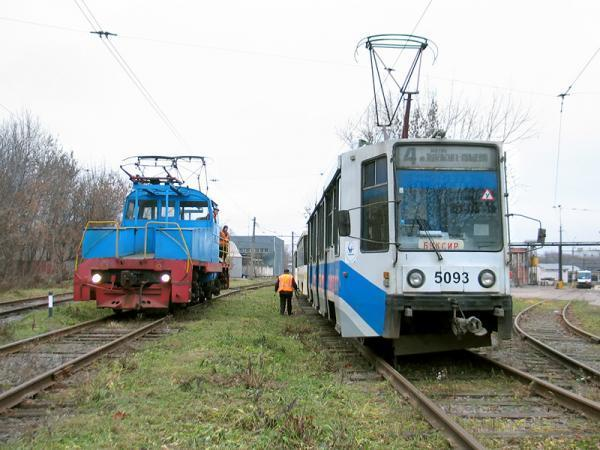
Пути на территории базы МТО Мосгортранс, по ним могут ездить и железнодорожные вагоны, и трамваи.
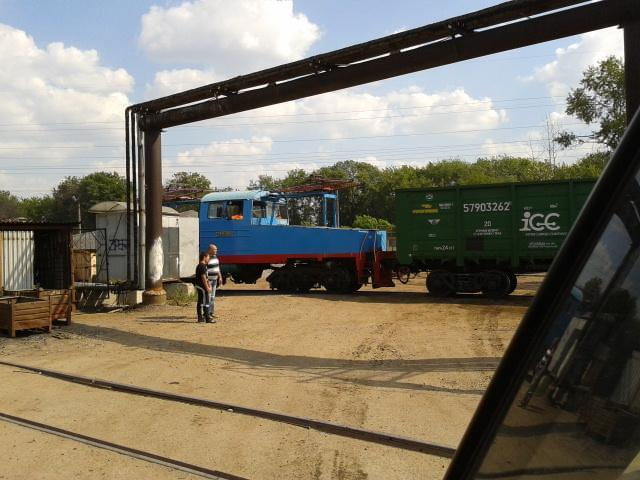

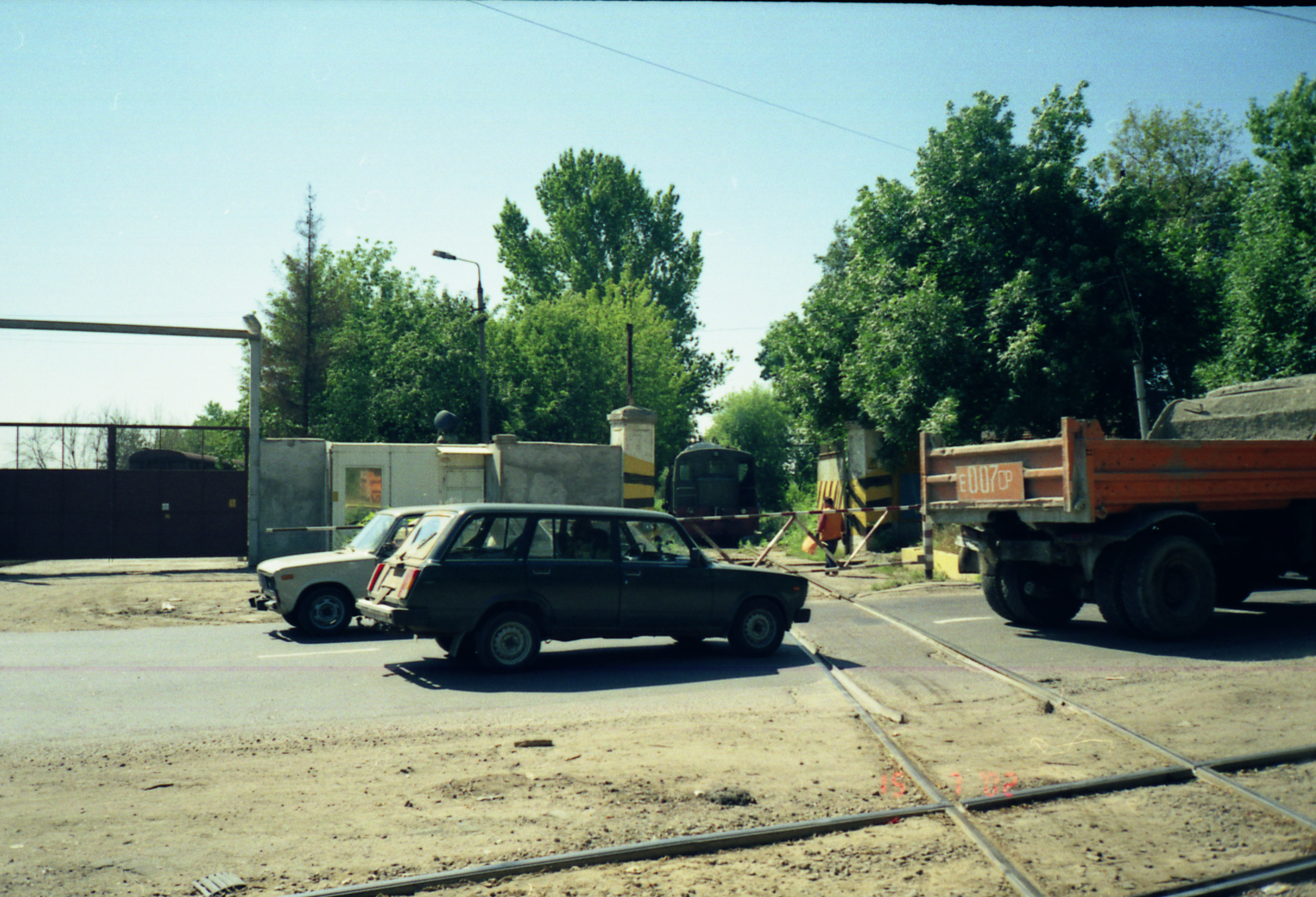
Ветка на юг, через Угрешскую улицу, вела на территорию предприятия связанного с химическим оружием. В середине 2000-х предприятие закрылось, ветка была разобрана.  - Переезд через Угрешскую улицу (2002)
  - Тепловоз ТГК-2 предприятия "Синтез" пересекает Угрешскую улицу (2002)
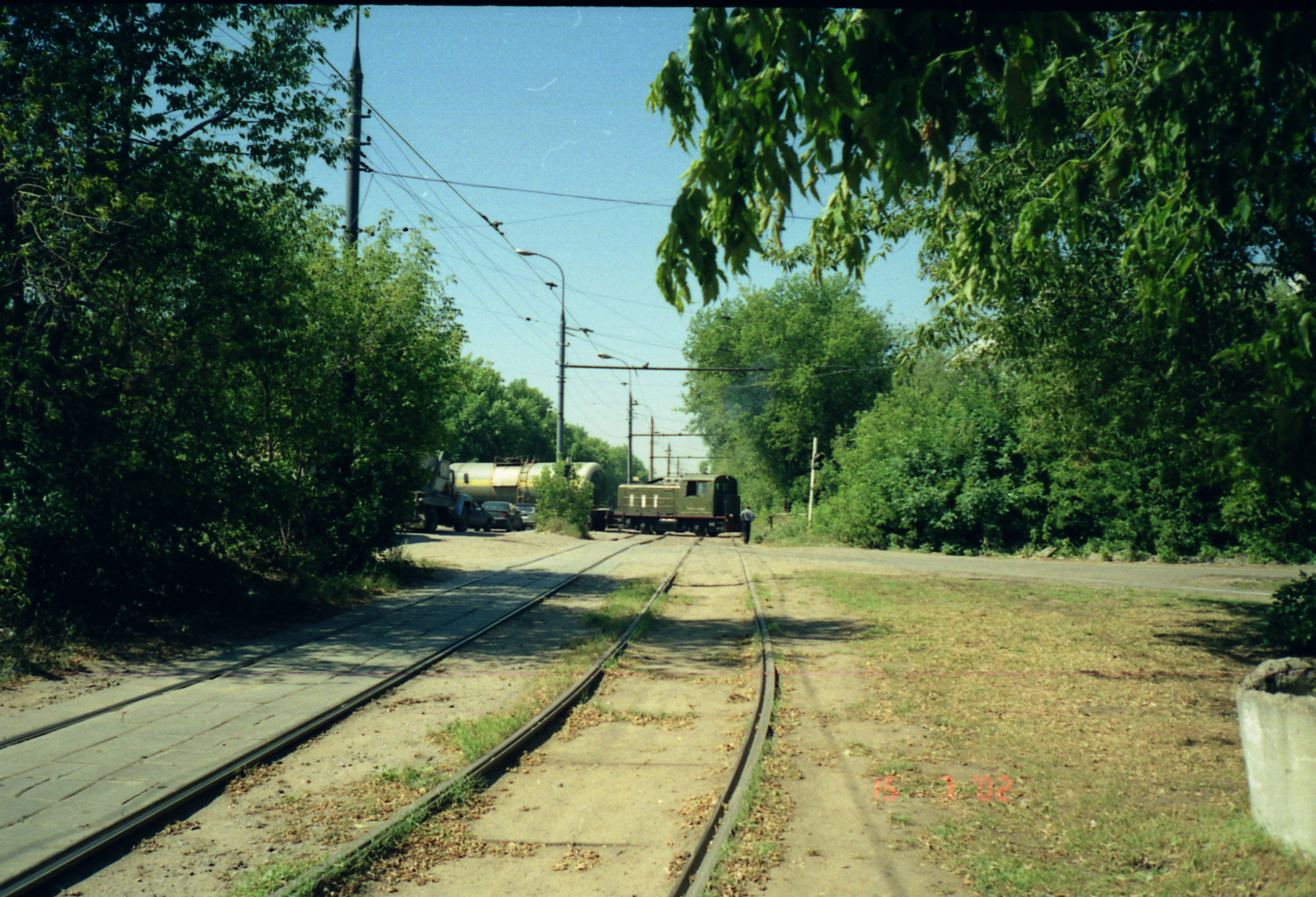
В западной горловине была ветка на бетонный завод. Разобрана в середине 2000-х, на месте завода построен торговый центр.
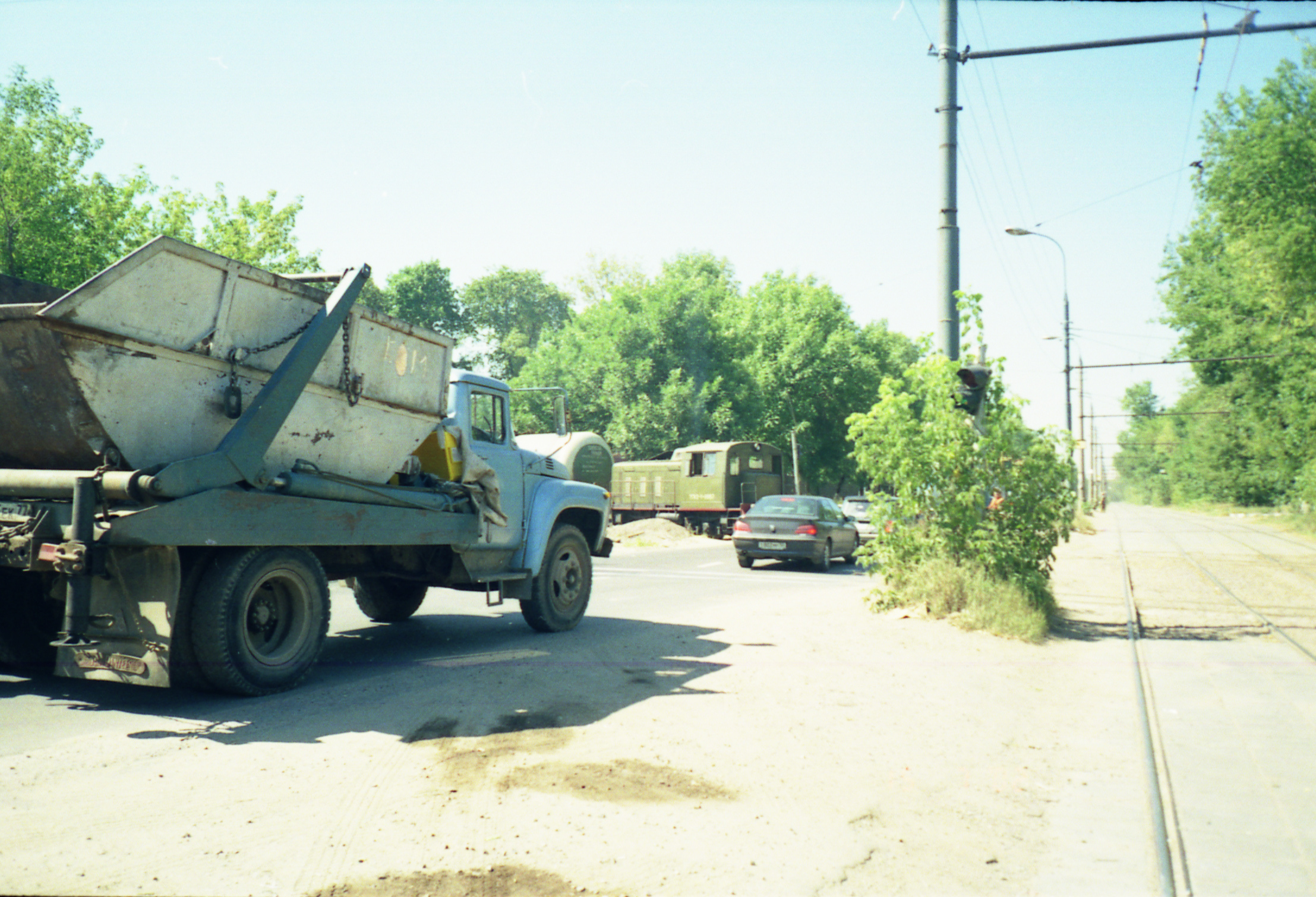

## Галерея
| - Тепловоз 2М62У с грузовым поездом на перегоне Угрешская-Кожухово, июль 2012 - Общий вид станции с восточной стороны - Пути станции. Вид в западном направлении - Пути станции. Вид в восточном направлении - Пассажирская платформа Дубровка (западная горловина станции) - Пассажирская платформа Угрешская (восточная горловина станции) - Одно из зданий станции |

## Интересные факты
- Рядом со зданием станции находится байкерский клуб «Ночной поезд», по бокам от здания которого установлены узкоколейный тепловоз ТУ6А и вагон ПВ40. В непосредственной близости от зданий бара и станции находился вагон метро типа А № 21, ныне возвращённый в метро для последующей реставрации.[10]
- В северо-восточной горловине станции находится съезд в южном направлении к базе материально-технического обеспечения ГУП «Мосгортранс», который пересекается с трамвайными путями и позже переходит в них. Перед базой расположено трамвайное разворотное кольцо. Путь съезда частично электрифицирован трамвайной контактной сетью с напряжением 550 В постоянного тока и со стороны базы Мосгортранса обслуживается уникальным электровозом ЭПМ3б-2099, переделанным из тепловоза ТГМ3б.[9]
- С южной стороны к станции примыкает производственная база компании Твема, на путях станции возле неё обычно отстаивается новый служебный подвижной состав производства данной компании.